# Deutsche Fußballmeisterschaft

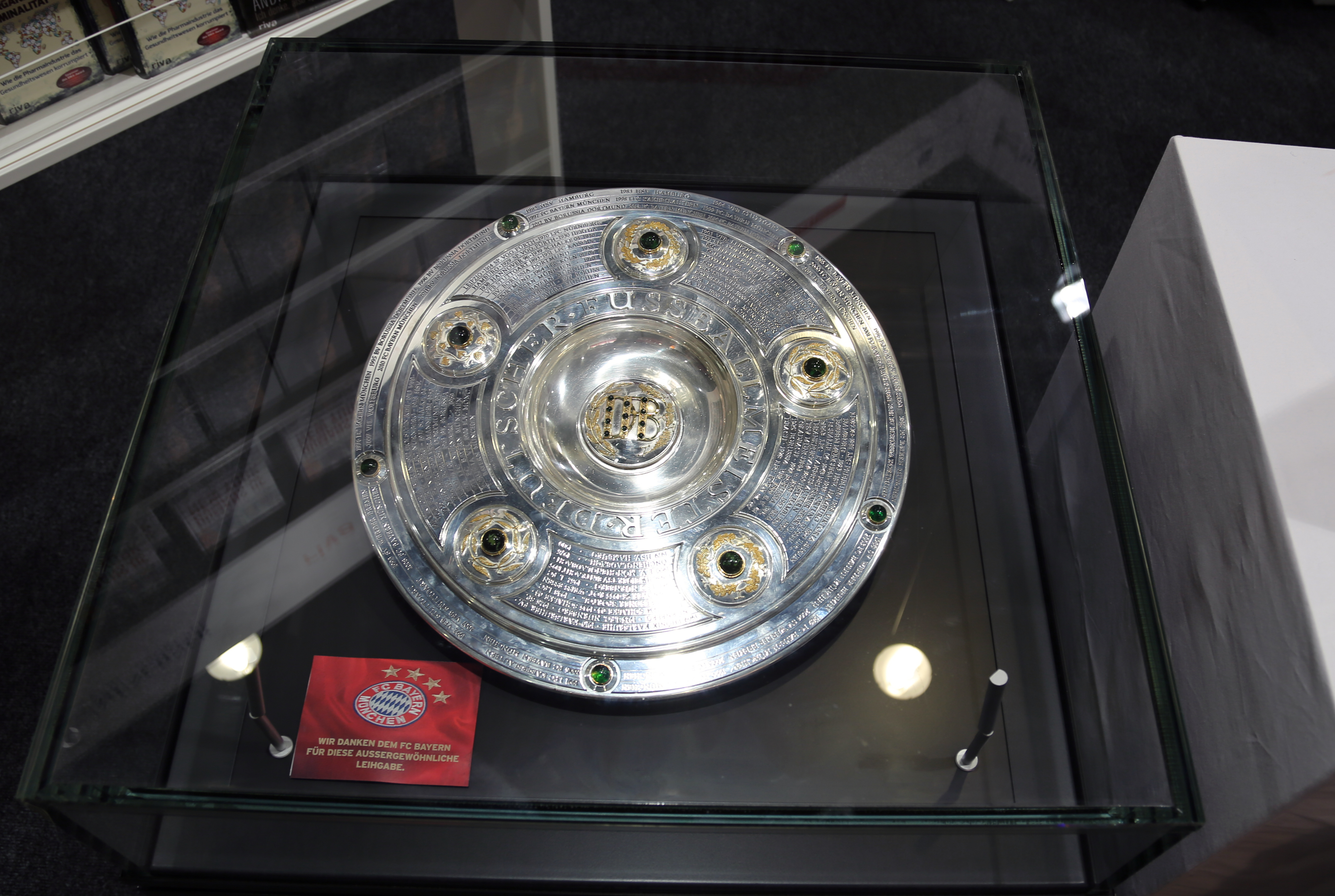
Die Meisterschale der Männer (Ausstellungsstück auf der Frankfurter Buchmesse)

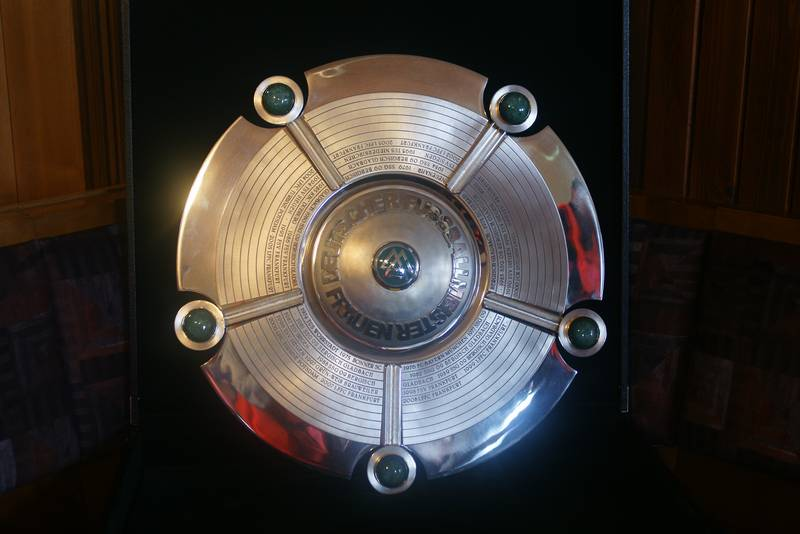
Die Meisterschale der Frauen

Die Deutsche Fußballmeisterschaft der Männer wird seit 1903 unter dem Dachverband des DFB ausgespielt, seit der Saison 1963/64 in der Fußball-Bundesliga. Erster Titelträger wurde der VfB Leipzig. Von 1949 bis 1991 wurde parallel dazu auch unter dem Dachverband des DFV der Fußball-Meister der DDR ermittelt; erster Titelträger war hier die ZSG Horch Zwickau. Rekordhalter mit 34 Meisterschaften ist der FC Bayern München, nachdem er 1987 den 1. FC Nürnberg nach 64 Jahren als Rekordmeister abgelöst hatte.
Die Deutsche Fußballmeisterschaft der Frauen wird seit 1974, im Verlaufe mit wechselnden Modi, seit 1990 in einer zweigleisigen und ab 1997 in einer eingleisigen Bundesliga ermittelt. Erster Titelträger war der TuS Wörrstadt. Rekordhalter mit zwölf Meisterschaften (darunter sechs DDR-Meisterschaften) ist der 1. FFC Turbine Potsdam. Seit Gründung der Frauen-Bundesliga im Jahr 1990 wurden der 1. FFC Frankfurt sowie der VfL Wolfsburg jeweils siebenmal und damit am häufigsten Deutscher Meister.
Dem FC Bayern München gelang es als erstem Verein überhaupt, in derselben Saison (2014/15) sowohl mit der Männer- als auch mit der Frauenmannschaft die Meisterschaft zu gewinnen. Dieser Doppelerfolg konnte 2015/16, 2020/21, 2022/23 und 2024/25 wiederholt werden. Die Meisterschaft bei den Frauen und den Männern zu gewinnen, gelang ansonsten nur dem VfL Wolfsburg, allerdings in unterschiedlichen Spielzeiten (Männer: 2008/09; Frauen: 2012/13).

## Austragungsmodus bei den Männern
Der deutsche Fußballmeister der Männer wurde im DFB bis 1963 in einer Endrunde ermittelt. Die 1949 gegründete DDR spielte mit der Einführung der DDR-Oberliga von 1949/50 bis 1990/91 eigene Meister aus. Seit der Saison 1963/64 und der Einführung der Bundesliga wird der deutsche Fußballmeister auch in der Bundesrepublik in einer landesweiten Liga ausgespielt. Die Topvereine der ehemaligen DDR wurden 1991 in die Bundesliga integriert.

### 1902 bis 1933
Verlinkte Jahreszahlen (z. B. 1903) führen – in diesem Artikel – meist zu Artikeln, die die jeweilige DFB-Endrunde beschreiben.
Die Meisterschaftsendrunde wurde bis 1933 im K.-o.-System ausgetragen. Der Sieger jeder K.-o.-Runde wurde in nur einem Spiel ermittelt, das oft auf neutralem Platz angesetzt war. War auch nach Verlängerung keine Entscheidung gefallen, gab es ein Wiederholungsspiel, ebenfalls auf neutralem Boden. Der DFB hielt das Prinzip des neutralen Austragungsortes oft aus finanziellen Gründen nicht durch oder unterlief es durch Auswahl des Spielortes in unmittelbarer Nähe eines der Kontrahenten. Vielfach geschah dies mit Zustimmung der beteiligten Vereine, aber schon bei der zweiten Endrunde 1904 führte ein solcher Verstoß gegen das Neutralitätsgebot nach Protesten ausgeschiedener Mannschaften zu einem Abbruch und zur Annullierung der Meisterschaft unmittelbar vor Austragung des Endspiels.
Teilnahmeberechtigt waren die Meister der dem DFB angeschlossenen lokalen und regionalen Fußballverbände, darunter einmalig auch ein deutscher Fußballverband im Ausland, nämlich der Verband der Prager Deutschen Fußballvereine, dessen Meister, der DFC Prag, 1903 sogar (ohne vorheriges Spiel) im Finale stand. Wegen der geringen Zahl der Mitgliedsverbände nahmen an der ersten deutschen Meisterschaft nur sechs Mannschaften teil. Die Teilnehmerzahl stieg ein Jahr später schon auf acht und 1905 auf elf Mannschaften an.
Die rasch gestiegene Zahl der beigetretenen Verbände und insbesondere die großen sportlichen Leistungsunterschiede veranlassten den DFB 1906 zu einer Reform. Von nun an sollte die Endrunde jeweils mit acht Mannschaften ausgetragen werden. Diese Regelung galt bis 1924 und entsprach der Zahl der Mitgliedsverbände bis 1911 (danach waren es noch sieben).
Zu den schon länger existierenden größeren Regionalverbänden
- Süd (Meisterschaft seit 1898),
- Mitte (Meisterschaft seit 1902),
- West (Meisterschaft seit 1903)
- Berlin (inklusive Brandenburg, Meisterschaft seit 1890, allerdings zumeist in mehreren miteinander rivalisierenden Verbänden, siehe unten)

waren inzwischen noch drei weitere hinzugekommen:
- Nord (Norddeutsche Meisterschaft ab 1906),
- Südost (Breslauer Fußballmeisterschaft ab 1906) und
- Nordost bzw. „Baltenverband“ (Baltenmeisterschaft ab 1908).

Teilnahmeberechtigt waren weiterhin nur die jeweiligen Regionalmeister sowie der amtierende Deutsche Meister als Titelverteidiger.
Eine Ausnahme bildete bis 1911 allerdings der Großraum Berlin, wo zwei, zeitweise sogar drei Fußballverbände miteinander rivalisierten. Daher durfte aus dieser Region neben dem Meister des spielstärksten Verbandes, des Verbandes Berliner Ballspielvereine, auch eine weitere berlin-brandenburgische Mannschaft als Vertreter der beiden anderen rivalisierenden Verbände (Märkischer Fußball-Bund, Verband Berliner Athletik-Vereine) teilnehmen. Erst 1911 kam es auf Druck des DFB zum Zusammenschluss der Berliner Verbände.
Während des Ersten Weltkriegs war der Spielbetrieb unterbrochen.
Eine Änderung gab es erst im Jahr 1925, als die Zahl der Endrundenteilnehmer auf 16 Mannschaften erhöht wurde. Die jeweiligen Regionalverbände durften jetzt zwei, Süd- und Westdeutschland sogar drei Mannschaften zur Endrunde schicken. Der Titelverteidiger war nicht mehr automatisch teilnahmeberechtigt. Der Pokalmodus wurde beibehalten.
Bis 1933 wurden nicht nur die deutsche Meisterschaft, sondern mit gelegentlichen Ausnahmen auch die jeweiligen Regionalmeisterschaften in Form einer Endrunde ausgetragen. In den Regionen gab es meist eine große Zahl höchster Spielklassen (Bezirksligen, Gauligen, Bezirksklassen oder Kreisligen). Die meisten gab es in der Region Mitte mit 20 bis 30 Ligen, deren Meister dann in einer Mammut-Endrunde den Mitteldeutschen Meister ausspielten. Insgesamt gab es vor 1933 in Deutschland über 50 höchste Spielklassen.

### 1933 bis 1945
Die Machtübernahme der NSDAP führte zu einer umfassenden Reform des Spielbetriebs in Deutschland. Die großen traditionsreichen Regionalverbände wurden noch im Jahr 1933 zur Selbstauflösung gedrängt. Der Spielbetrieb wurde nun in 16 Fußballgauen organisiert, als höchste Spielklasse eine jeweils eingleisige Gauliga eingerichtet. Die 16 Gauligameister waren für die Endrunde um die deutsche Meisterschaft qualifiziert.
Auch der Austragungsmodus der Meisterschaftsendrunde wurde geändert. Die 16 Mannschaften spielten zunächst in vier Vorrundengruppen in Hin- und Rückspielen die jeweiligen Gruppensieger aus, die im K.-o.-System (Pokalmodus) den Deutschen Meister ermittelten. Diese Reform stellte einen enormen Konzentrationsprozess im deutschen Fußball dar.
Bis 1938 blieb die Zahl der Gaue konstant, dann erhöhte sich ihre Zahl, zunächst durch die Angliederung neuer Territorien (z. B. Elsass, Österreich, Sudetenland), dann durch Aufteilung der Gaue, da bedingt durch den Zweiten Weltkrieg lange Reisen zu Auswärtsspielen nicht mehr durchgeführt werden konnten. So gab es in Deutschland in der Saison 1942/43 insgesamt 29 Gaue (1943/44 31 Gaue) und man kehrte bei der Endrunde 1941/42 wieder zum reinen Pokalmodus zurück. Die Saison 1944/45 wurde wegen des Zweiten Weltkriegs vorzeitig abgebrochen.

### 1945 bis 1949
Nach dem Zweiten Weltkrieg entwickelte sich der Spielbetrieb zunächst in den jeweiligen Besatzungszonen, in denen man unterschiedlich schnell dazu überging, so genannte Zonenmeisterschaften auszutragen: amerikanische und französische Besatzungszone 1946–1948, Berlin 1946–1950, britische Besatzungszone 1947–1948 sowie Sowjetische Besatzungszone 1948–1949.
So nahmen 1948 die Vertreter der jeweiligen Besatzungszonen an der ersten deutschen Nachkriegsmeisterschaft teil. Die westlichen Besatzungszonen stellten jeweils zwei und Berlin einen Vertreter und auch die sowjetische Besatzungszone sollte einen Vertreter stellen, doch der SG Planitz wurde die Teilnahme verboten. Es war der für lange Zeit vorletzte Versuch, eine gesamtdeutsche Fußballmeisterschaft auszutragen. Im Frühjahr 1950 führten Verhandlungen zwischen dem DFB und der Sparte Fußball des DS über eine gemeinsame Meisterschaft dazu, dass der DFB das Teilnehmerfeld auf 16 aufstockte, um drei DDR-Mannschaften die Teilnahme zu ermöglichen. Die Verhandlungen wurden jedoch ergebnislos abgebrochen. In den folgenden Jahren entwickelte sich der Meisterschaftsbetrieb in der DDR und in der Bundesrepublik unterschiedlich.

### 1949 bis 1991 in der DDR
Ab 1949 wurde in der DDR die landesweite Oberliga eingeführt (in der Saison 1949/50 zunächst unter der Bezeichnung „DS-Liga“ und noch ohne Berliner Vereine, ab 1950/51 dann als „Oberliga“ und mit den Ost-Berliner Mannschaften, die ab 1950 nicht mehr an der Berliner Meisterschaft teilnahmen). So wurde ab 1949 der jeweilige DDR-Meister im Ligaspielbetrieb ermittelt. Die Oberliga umfasste bei ihrem Start zunächst 14 Mannschaften, wurde bis zur Saison 1951/52 bis auf 19 Vereine aufgestockt und anschließend bis zum Jahr 1954 wieder auf 14 Vereine reduziert. Seitdem spielte die Oberliga bis zu ihrer Auflösung nach der Wiedervereinigung im Jahr 1991 (ab dem 3. Oktober 1990 unter dem Namen NOFV-Oberliga) konstant mit 14 Mannschaften.

### 1948 bis 1963 in der Bundesrepublik Deutschland
In der Bundesrepublik Deutschland konnte sich der DFB zunächst nicht zu einer landesweit höchsten Spielklasse durchringen. Hier bestanden bis zur Gründung der Bundesliga 1963 anfangs sechs, ab 1950 fünf Fußball-Oberligen (Süd, Südwest, West, Nord und Berlin).
Bis 1950 wurde der Deutsche Meister am Ende der Saison zwischen den qualifizierten Vereinen im Pokalmodus ermittelt. Ab 1951 wurde eine Vorrunde mit zwei Vierergruppen in Hin- und Rückspiel ausgetragen, beide Gruppensieger bestritten das Finale um die deutsche Meisterschaft. Für die Vorrunde qualifiziert waren die fünf Oberliga-Meister. Die übrigen drei Startplätze wurden zwischen den vier Vizemeistern (ohne den aus Berlin) in Qualifikationsspielen ermittelt.
Von diesem Prinzip wurde in einigen Jahren abgewichen. Aufgrund der bevorstehenden Weltmeisterschaft 1954 wurde die Zahl der Endrundenteilnehmer aus Termingründen auf sechs reduziert und in einer Einfachrunde (statt Hin- und Rückspiel) ausgetragen. 1957 unternahm der DFB den Versuch, generell die Vorrundengruppen in einer Einfachrunde auszutragen, was sich aber nicht bewährte. Daher wurde die Austragung von Einfachrunden auf die Jahre der WM 1958 und WM 1962 beschränkt.

### 1963 bis heute in der Bundesrepublik Deutschland
1963 fand auch die Bundesrepublik als letztes Land in Europa zu einem eingleisigen landesweiten Ligabetrieb; ausschlaggebend dafür war die enttäuschend verlaufene WM 1962. Nach dem Turnier beschlossen die Delegierten des DFB-Bundestags am 28. Juli 1962 die Gründung der Bundesliga, die in der Saison 1963/64 mit 16 Vereinen startete. Schon zwei Jahre später wurde die Liga eher provisorisch auf 18 Vereine aufgestockt: Wegen des Zwangsabstiegs von Hertha BSC wurde so der zunächst ungewisse Umgang mit den zwei eigentlichen sportlichen Absteigern gelöst. Dieser Umfang der Bundesliga hielt sich bis zur Wiedervereinigung.
Seit der deutschen Einigung im Jahre 1990 wird wieder ein gesamtdeutscher Fußballmeister ermittelt. Die Bundesliga blieb erhalten, die beiden erstplatzierten Mannschaften der in Oberliga Nordost umbenannten DDR-Oberliga wurden in die Bundesliga aufgenommen, so dass diese in der Saison 1991/92 mit 20 Vereinen spielte. Nur ein Jahr später wurde die Liga wieder auf die vorige und aktuelle Zahl von 18 Vereinen reduziert. Die Bundesliga ist damit (neben der französischen Ligue 1) die einzige Spitzenliga Europas, die nicht 20 Vereine umfasst, was unter anderem auch mit einer Winterpause begründet ist.

## Austragungsmodus bei den Frauen
Der Deutsche Fußballmeister der Frauen wurde bis 1990 in einer Meisterschaftsendrunde ausgespielt. Seither wird der Meister nach Gründung der Bundesliga in einer landesweiten Liga ermittelt.

### 1974
Bei der ersten Endrunde um die deutsche Meisterschaft wurden die Meister der 16 Landesverbände in vier Gruppen zu je vier Mannschaften aufgeteilt. Die vier Mannschaften einer Gruppe spielten ein Miniturnier im Ligasystem aus. Die vier Gruppensieger ermittelten dann im K.-o.-System den Deutschen Meister. Das Halbfinale wurde in einem Spiel ausgetragen.

### 1975 bis 1976
Die 16 teilnehmenden Mannschaften wurden wieder in vier Gruppen eingeteilt. Allerdings wurde von Anfang an im K.-o.-System mit Hin- und Rückspiel gespielt. Ab dem Halbfinale wurde wie 1974 der Meister ausgespielt.

### 1977 bis 1990
Von 1977 an wurde der Deutsche Meister komplett im K.-o.-System ausgespielt. Im Achtel-, Viertel- und Halbfinale gab es Hin- und Rückspiele. 1977, 1978 und 1979 wurde auch das Endspiel im Modus Hin- und Rückspiel ausgetragen. Danach wurde das Finale in einem Endspiel ausgespielt.
1985 wurde die Regionalliga West gegründet. Ein Jahr später zog der norddeutsche Verband mit der Oberliga Nord nach. In beiden Ligen qualifizierten sich die jeweils bestplatzierten Mannschaften der einzelnen Landesverbände.

### 1991 bis 1997
Der DFB führte 1990 die Frauen-Bundesliga ein. Sie bestand zunächst aus zwei Gruppen mit je zehn Mannschaften. Im Zuge der Wiedervereinigung wurden beide Gruppen in der Saison 1991/92 auf elf Mannschaften aufgestockt, aber im Jahr darauf wieder auf zehn reduziert.
Die Gruppensieger und -zweiten erreichten das Halbfinale. Dort traf der Gruppensieger der Nordgruppe auf den Zweiten der Südgruppe und umgekehrt. Die Sieger aus Hin- und Rückspiel erreichten das Finale, das in einem einzigen Endspiel ausgetragen wurde.

### 1998 bis heute
Im Sommer 1997 wurde aus der zweigleisigen Bundesliga eine eingleisige Liga mit zwölf Mannschaften. Die Zahl der Mannschaften wurde erst zur Saison 2025/26 auf 14 erhöht.

## Bisherige deutsche Fußballmeister

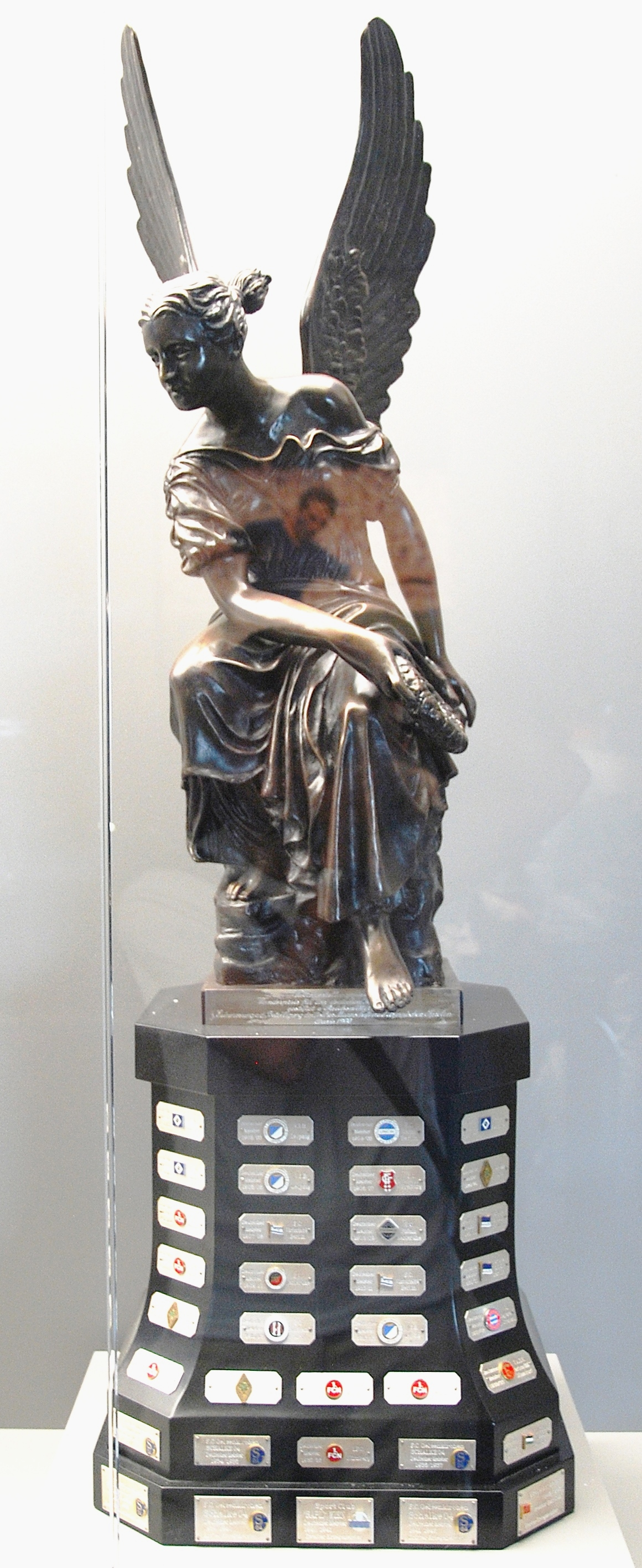
Die Victoria –
Trophäe für den Meister
von 1903 bis 1944

## Auszeichnung
Zwischen 1903 und 1944 erhielt der Deutsche Fußballmeister als Trophäe nach dem Endspiel die Victoria. Seit 1949 wird als Auszeichnung am Ende der Saison die zunächst provisorisch angefertigte Meisterschale verliehen. Da die Victoria erst 1990 wieder auftauchte und sich außerdem für heutige Meisterfeiern nicht eignet, hatte sich die Meisterschale so etabliert, dass sie auch nach 1990 ohne Zweifel weitervergeben wurde. Auf Wunsch des jeweiligen Meisters kann seither aber auch zusätzlich die Victoria in einer gesonderten Zeremonie vergeben werden.

## Meistersterne
Seit der Saison 2004/05 ermöglicht es die Deutsche Fußball Liga – als Reaktion auf einen Trikotaufdruck des VfB Stuttgart – den Vereinen der 1. und 2. Bundesliga, ihre Meisterschaftserfolge auf der Spielkleidung zu zeigen. Dies erfolgt durch kleine Sterne, deren Zahl sich nach den Bundesliga-Meisterschaften, also ab Saison 1963/64, richtet: Ab drei Titeln ist man berechtigt, einen Stern zu tragen, zwei Sterne gibt es ab fünf Titeln, drei Sterne ab zehn, vier Sterne ab 20 und fünf Sterne ab 30 Titeln.
Dass diese DFL-Regelung nur für Meisterschaften in der Bundesrepublik Deutschland nach Einführung der Bundesliga 1963 gilt, obwohl alle seit 1903 errungenen Meisterschaften, inklusive denjenigen aus der DDR, vom DFB als offiziell und gleichwertig anerkannt werden, wurde immer wieder kritisiert. Deshalb haben sich im Bereich unterhalb der zwei Bundesligen, der weiterhin durch den DFB organisiert wird, auch andere Anwendungsformen herausgebildet, die alle Meisterschaften seit 1903 berücksichtigen.
| Anzahl | Verein (in der Bundesliga gewonnene Meisterschaften) |
| ------ | ---------------------------------------------------- |
| 5      | FC Bayern München (33)                               |
| 2      | Borussia Dortmund (5)                                |
| 2      | Borussia Mönchengladbach (5)                         |
| 1      | SV Werder Bremen (4)                                 |
| 1      | Hamburger SV (3)                                     |
| 1      | VfB Stuttgart (3)                                    |

Sterne für Frauenmeister

Siehe: Frauen-Bundesliga